# Persone di nome Béla
| Questa pagina contiene informazioni ricavate automaticamente dalle voci biografiche con l'ausilio del template Bio e di un bot. L'aggiornamento è periodico e automatico e ricostruisce completamente la pagina. Se manca una persona in questa lista, sei pregato di non aggiungerla, ma accertati piuttosto che la sua voce biografica contenga il template Bio e che i dati anagrafici siano correttamente compilati. Se il template Bio manca, inseriscilo tu stesso o, in alternativa, metti l'avviso {{tmp\|Bio}} che ne segnala la mancanza. Se i dati riportati sono sbagliati, correggi direttamente la voce biografica; le modifiche saranno visibili in questa lista entro pochi giorni. Per chiarimenti vedi il progetto antroponimi. La lista contiene solo le 68 persone che sono citate nell'enciclopedia e per le quali è stato implementato correttamente il template Bio. Pagina aggiornata al 16 ott 2024. |

Questa è una lista di persone presenti nell'enciclopedia che hanno il prenome Béla, suddivise per attività principale.

## Allenatori di calcio(3)
- Béla Balogh, allenatore di calcio e ex calciatore ungherese (Budapest, n. 1984)
- Béla Kárpáti, allenatore di calcio e calciatore ungherese (Felsőgalla, n. 1929 - Budapest, † 2003)
- Béla Ludwig, allenatore di calcio e calciatore ungherese (n. 1889 - † 1966)

## Allenatori di ginnastica(1)
- Béla Károlyi, allenatore di ginnastica artistica rumeno (Cluj-Napoca, n. 1942)

## Archeologi(1)
- Béla Miklós Szőke, archeologo e storico ungherese (Győr, n. 1950)

## Assassini seriali(1)
- Béla Kiss, serial killer ungherese (Izsák, n. 1877)

## Attori(1)
- Bela Lugosi, attore ungherese (Lugoj, n. 1882 - Los Angeles, † 1956)

## Aviatori(1)
- Béla Macourek, aviatore austro-ungarico (Galanta, n. 1889)

## Botanici(1)
- Béla Husz, botanico e micologo ungherese (n. 1893 - † 1954)

## Calciatori(19)
- Béla Balassa, calciatore ungherese (Budapest, n. 1899)
- Béla Bodonyi, ex calciatore ungherese (Jászdózsa, n. 1956)
- Béla Dömötör, calciatore ungherese (n. 1903 - † 1972)
- Béla Egresi, calciatore ungherese (Budapest, n. 1922 - Budapest, † 1999)
- Béla Guttmann, calciatore e allenatore di calcio ungherese (Budapest, n. 1899 - Vienna, † 1981)
- Béla Illés, ex calciatore ungherese (Sárvár, n. 1968)
- Béla Károly, calciatore e allenatore di calcio ungherese (Budapest, n. 1893 - Budapest, † 1972)
- Béla Katzirz, ex calciatore ungherese (Budapest, n. 1953)
- Béla Kelemen, calciatore ungherese (n. 1887 - † 1956)
- Béla Kovácsy, calciatore ungherese (n. 1905 - † 1969)
- Béla Kuhárszki, calciatore ungherese (Budapest, n. 1940 - Budapest, † 2016)
- Béla Melis, calciatore ungherese (Békéscsaba, n. 1959 - † 2024)
- Béla Mörtel, ex calciatore ungherese (Budapest, n. 1960)
- Béla Rebró, calciatore e allenatore di calcio ungherese (n. 1901 - † 1970)
- Béla Révész, calciatore e allenatore di calcio ungherese (Budapest, n. 1887 - Tarcea, † 1939)
- Béla Sárosi, calciatore e allenatore di calcio ungherese (Budapest, n. 1919 - Saragozza, † 1993)
- Béla Sebestyén, calciatore ungherese (Budapest, n. 1885 - Budapest, † 1959)
- Béla Váradi, calciatore ungherese (Budapest, n. 1953 - † 2014)
- Béla Volentik, calciatore e allenatore di calcio ungherese (Szolnok, n. 1907 - Budapest, † 1990)

## Canoisti(1)
- Béla Belicza, canoista ungherese

## Canottieri(1)
- Béla Simon, canottiere ungherese (Szolnok, n. 1988)

## Compositori(2)
- Béla Bartók, compositore, pianista e etnomusicologo ungherese (Nagyszentmiklós, n. 1881 - New York, † 1945)
- Béla Kéler, compositore e direttore d'orchestra ungherese (Bártfa, n. 1820 - Wiesbaden, † 1882)

## Economisti(1)
- Béla Balassa, economista ungherese (Budapest, n. 1928 - Washington, † 1991)

## Generali(2)
- Béla Király, generale, politico e scrittore ungherese (Kaposvár, n. 1912 - Budapest, † 2009)
- Béla Miklós, generale e politico ungherese (Budapest, n. 1890 - Budapest, † 1948)

## Giavellottisti(1)
- Béla Szepes, giavellottista, fondista e combinatista nordico ungherese (Spišská Nová Ves, n. 1903 - Budapest, † 1986)

## Giornalisti(1)
- Béla Réthy, giornalista tedesco (Vienna, n. 1956)

## Ingegneri(1)
- Béla Barényi, ingegnere austro-ungarico (Hirtenberg, n. 1907 - Böblingen, † 1997)

## Librettisti(1)
- Béla Jenbach, librettista e attore ungherese (Miskolc, n. 1871 - Vienna, † 1943)

## Lottatori(1)
- Béla Varga, lottatore ungherese (Kiskunfélegyháza, n. 1888 - Budapest, † 1969)

## Matematici(1)
- Béla Bollobás, matematico ungherese (Budapest, n. 1943)

## Nobili(1)
- Béla di Slavonia, nobile ungherese

## Nuotatori(2)
- Béla Las-Torres, nuotatore ungherese (Budapest, n. 1890 - Castelnuovo, † 1915)
- Béla Szabados, ex nuotatore ungherese (Békéscsaba, n. 1974)

## Pallanuotisti(1)
- Béla Török, pallanuotista ungherese (Seghedino, n. 1990)

## Pediatri(1)
- Béla Schick, pediatra ungherese (Balatonboglár, n. 1877 - New York, † 1967)

## Pittori(1)
- Béla Kádár, pittore ungherese (Budapest, n. 1877 - Budapest, † 1955)

## Poeti(1)
- Béla Balázs, poeta, scrittore e regista ungherese (Seghedino, n. 1884 - Budapest, † 1949)

## Politici(3)
- Béla Kun, politico ungherese (Szilágycseh, n. 1886 - Mosca, † 1938)
- Béla Markó, politico, scrittore e traduttore rumeno (Târgu Secuiesc, n. 1951)
- Béla Wenckheim, politico ungherese (Körösladány, n. 1811 - Budapest, † 1879)

## Registi(1)
- Béla Tarr, regista e sceneggiatore ungherese (Pécs, n. 1955)

## Scacchisti(1)
- Béla Tóth, scacchista ungherese (Budapest, n. 1943)

## Schermidori(5)
- Béla Bay, schermidore ungherese (Seini, n. 1907 - Budapest, † 1999)
- Béla Békessy, schermidore ungherese (Debrecen, n. 1875 - Volyn-Podilsk Upland, † 1916)
- Béla Gyarmati, ex schermidore ungherese (Kispest, n. 1942)
- Béla Rerrich, schermidore ungherese (Budapest, n. 1917 - Saltsjöbaden, † 2005)
- Béla Zulawszky, schermidore ungherese (Tokaj, n. 1869 - Sarajevo, † 1914)

## Scrittori(1)
- Béla Illés, scrittore ungherese (Košice, n. 1895 - Budapest, † 1974)

## Sollevatori(1)
- Béla Oláh, ex sollevatore ungherese (Nyírvasvári, n. 1956)

## Sovrani(4)
- Béla I d'Ungheria, sovrano ungherese (Kinizsa, † 1063)
- Béla II d'Ungheria, sovrano ungherese (Albareale, † 1141)
- Béla III d'Ungheria, sovrano ungherese (Strigonio, n. 1148 - Albareale, † 1196)
- Béla IV d'Ungheria, sovrano ungherese (Strigonio, n. 1206 - Buda, † 1270)

## Suonatori di banjo(1)
- Béla Fleck, suonatore di banjo e compositore statunitense (New York, n. 1958)

## Triplisti(1)
- Béla Bakosi, ex triplista ungherese (n. 1957)

## Velocisti(2)
- Béla Goldoványi, velocista ungherese (Budapest, n. 1925 - Budapest, † 1972)
- Béla Mező, velocista e lunghista ungherese (Veličná, n. 1883 - Budapest, † 1954)